# Cerina (Brežice, Slovenija)
Cerina je naselje u Općini Brežice u istočnoj Sloveniji. Cerina se nalazi u pokrajini Dolenjskoj i statističkoj regiji Donjoposavskoj. 

## Stanovništvo
Prema popisu stanovništva iz 2002. godine Cerina je imala 141 stanovnika.

### Etnički sastav
1991. godina:
- Slovenci: 142 (96%)
- Hrvati: 1
- nepoznato: 5 (3,4%)

## Vanjske poveznice
- Satelitska snimka naselja  Arhivirana inačica izvorne stranice od 29. srpnja 2017. (Wayback Machine)